# إغناثيو غالفان
إغناثيو غالفان هو لاعب كرة قدم أرجنتيني، ولد في 6 سبتمبر 2002 في بوينس آيرس في الأرجنتين.

## وصلات خارجية
- إغناثيو غالفان على موقع قاعدة بيانات كرة القدم.إي يو (الإنجليزية)
- إغناثيو غالفان على موقع Soccerway.com (الإنجليزية)